# Coppa delle Coppe 1981-1982 (hockey su pista)
La Coppa delle Coppe 1981-1982 è stata la 6ª edizione dell'omonima competizione europea di hockey su pista riservata alle squadre di club. Il torneo ha avuto inizio il 29 maggio e si è concluso il 31 luglio 1982. Il titolo è stato conquistato dai portoghesi dello Porto per la prima volta nella loro storia sconfiggendo in finale i connazionali dello Sporting CP. In quanto squadra vincitrice, il Porto ha ottenuto anche il diritto di partecipare alla Supercoppa d'Europa.

## Squadre partecipanti
| Nazione        | Club        | Città              | Qualificazione                                 |
| -------------- | ----------- | ------------------ | ---------------------------------------------- |
| Francia        | Coutras     | Coutras            | 2º in 1ere Division 1981                       |
| Germania Ovest | Cronenberg  | Wuppertal          | 2º in 1 Bundesliga 1981                        |
| Italia         | Bassano     | Bassano del Grappa | Detentore Coppa Italia 1980-1981               |
| Paesi Bassi    | Dennenberg  | Valkenswaard       | 2º in 1ª Klasse 1981                           |
| Portogallo     | Porto       | Porto              | Finalista della Coppa del Portogallo 1980-1981 |
| Portogallo     | Sporting CP | Lisbona            | Detentore Coppa delle Coppe                    |
| Spagna         | Cibeles     | Oviedo             | Finalista Coppa del Re 1981                    |
| Svizzera       | Montreux    | Montreux           | Detentore della Coppa di Svizzera 1981         |

## Risultati

### Quarti di finale
| Squadra 1  | Totale  | Squadra 2   | Andata | Ritorno |
| ---------- | ------- | ----------- | ------ | ------- |
| Bassano    | 9 - 17  | Sporting CP | 3 - 4  | 6 - 13  |
| Coutras    | 4 - 7   | Montreux    | 1 - 3  | 3 - 4   |
| Dennenberg | 4 - 8   | Cronenberg  | 4 - 6  | 0 - 2   |
| Porto      | 20 - 13 | Cibeles     | 9 - 1  | 11 - 12 |

### Semifinali
| Squadra 1  | Totale | Squadra 2   | Andata | Ritorno |
| ---------- | ------ | ----------- | ------ | ------- |
| Montreux   | 5 - 13 | Sporting CP | 3 - 4  | 2 - 9   |
| Cronenberg | 4 - 15 | Porto       | 2 - 1  | 2 - 14  |

### Finale
| Squadra 1 | Totale  | Squadra 2   | Andata | Ritorno |
| --------- | ------- | ----------- | ------ | ------- |
| Porto     | 20 - 12 | Sporting CP | 13 - 4 | 7 - 8   |

#### Andata
| Porto 24 luglio 1982 | Porto | 13 – 4 | Sporting CP |  |

#### Ritorno
| Lisbona 31 luglio 1982 | Sporting CP | 8 – 7 | Porto |  |